# Claus-Dieter Clausen
Claus-Dieter Clausen (* 13. Januar 1937 in Mönchengladbach; † 21. Mai 2007) war ein deutscher Paläontologe und Geologe.

## Leben
Clausen studierte nach dem Abitur in Mönchengladbach ab 1957 Geologie in Bonn und Wien mit dem Diplom in Bonn 1962, wobei er ein Gebiet Waldbröl im Rheinischen Schiefergebirge kartierte, was ihn schon auf sein späteres Hauptgebiet, das Devon hinführte. 1966 wurde er bei Heinrich K. Erben summa cum laude in Paläontologie promoviert (Oberdevonische Cephalopoden aus dem Rheinischen Schiefergebirge). Danach war er beim Geologischen Landesamt Nordrhein-Westfalen in Krefeld im Dezernat Sauerland und Siegerland. Er kartierte dort u. a. Lennestadt, Warstein, Hirschberg im Sauerland, Kirchhundem. Mit Klaus Leuteritz (1937–1996) bearbeitete er die Forschungsbohrung Soest-Erwitte 1. 1986  übernahm er die Abteilung Kohlen- und Erzpetrographie, 1990 Mineralogie, Petrologie, Geochemie und 1995 die Abteilung Laboratorien. 2001 ging er in Pension.
Die Kopffüßergattung Clauseniceras und die -art Linguaclymena clauseni (Korn, Price 1987) sind nach ihm benannt.
Ab 1980 war er in der Subkommission Devon-Stratigraphie (2. Vorsitzender 1988 bis 1996). Er befasste sich insbesondere mit der Devon-Karbon-Grenze und Mittel/Oberdevongrenze im nördlichen und östlichen Rheinischen Schiefergebirge.